# Warenlombardkredit
Der Warenlombardkredit ist eine Form des Lombardkredites, bei dem Waren als Sicherheit verpfändet werden.
Wie auch bei anderen Formen des Lombardkredites, erfolgt der Warenlombard durch die Einigung zwischen dem Eigentümer einer Sache und dem Gläubiger sowie die Übergabe des Pfandes an den Gläubiger.
Dem Warenlombard sind aber Grenzen gesetzt, da sich nicht alle Waren, auf Grund ihrer Haltbarkeit und ihres Wertes, als Pfand eignen (z. B. Bananen, denn diese sind verderblich und geringwertig).
Der Kreditgeber ist hier zweifach gesichert. Zum einen durch die persönliche Haftung des Kreditnehmers (Tilgung + Zinsen), zum anderen durch sein erworbenes dingliches Recht, welches dem Kreditgeber die Verwertung des Pfandes erlaubt, wenn seiner Forderung nicht nachgekommen wird.
Das Pfandrecht erlischt, sobald der Kreditnehmer seine Verbindlichkeit zurückgezahlt hat oder der Kreditgeber das Pfand an den Kreditnehmer zurückgegeben hat.

## Eigenschaften
Vorteile
- Der Kreditnehmer kann sich relativ schnell Geld verschaffen, ohne die Sache verkaufen zu müssen.
- Der Kreditgeber erhält eine dingliche Sicherheit.

Nachteile 
- Der Kreditnehmer verliert den unmittelbaren Besitz der Sache. Er hat keinen Zugriff, da sich die  Ware im Besitz des Kreditgebers befindet.
- Der Kreditgeber verpflichtet sich dazu die Sache sicher zu verwahren. (Dadurch entstehen ihm Nebenkosten z. B. Lagerkosten.)

Zur Abdeckung der Nebenkosten und der Senkung des Risikos des Wertverlustes tritt hier eine Beleihungsgrenze in Kraft.
Eine praktische Bedeutung hat der Warenlombard heute nicht mehr.